# Robert Teichmann
Robert Teichmann (* 25. August 1867 in Stuttgart; † 1. Februar 1942) war ein deutscher Reichsgerichtsrat.

## Leben
Teichmann studierte von 1885 bis 1890 Rechtswissenschaften in Tübingen, Leipzig und Berlin. Er war Mitglied der Verbindung Normannia Tübingen. 1897 wurde er Amtsrichter in Gmünd. Amtsrichter mit Titel und Rechten eines Landrichters am Amtsgericht Stuttgart-Stadt wurde er 1901. 1903 wurde Teichmann mit dem Titel Landrichter Justizministerialsekretär im Justizministerium. 1907 wurde er Landrichter am Landgericht Stuttgart. 1909 wurde er zum Rat dort befördert. Von 1912 bis 1914 war er Sektionsvorsitzender der Sektion Schwaben des Deutschen Alpenvereins. Mitte Juli 1914 wurde Direktor des Amtsgerichts Stuttgart-Stadt. Hilfsrichter beim Reichsgericht wurde er 1921. Im Mai 1922 wurde er zum Reichsgerichtsrat ernannt. Er war zugleich Richter am Reichsarbeitsgericht. Am 1. August 1934 trat er in den Ruhestand.

## Quelle
- Friedrich Karl Kaul: Geschichte des Reichsgerichts, Band IV (1933–1945), Ost-Berlin 1971, S. 311.